# Ohaře
Ohaře (en allemand : Woharsch) est une commune du district de Kolín, dans la région de Bohême-Centrale, en République tchèque. Sa population s'élevait à 297 habitants en 2020.

## Géographie
Ohaře se trouve à 10 km au nord-est de Kolín et à 62 km à l'est de Prague.
La commune est limitée par Sány et Polní Chrčice au nord, par Radovesnice II et Lipec à l'est, par Němčice au sud, et par Jestřabí Lhota à l'ouest.

## Histoire
La première mention écrite de la localité date de 1397.

## Transports
Par la route, Ohaře se trouve à 13 km de Kolín et à 70 km de Prague.